# Спейсхеб
Спейсхеб (на английски: SPACEHAB) — модул, разработен специално за полети на американските кораби за многократна употреба Спейс шатъл, който се използва като товарен модул или експериментална лаборатория в космоса на орбита около Земята в условията на микрогравитация. Модулът „Спейсхеб“ е разработен в средата на 80-те години от фирма със същото име — „Спейсхеб“ (SPACEHAB Incorporated) по поръчка на НАСА. Тя е аналог на пилотирана орбитална станция, неотделяема в автономен полет и извършваща само съвместен с космическия кораб полет. „Спейсхеб“ е подобен на разработаната в Европа от ЕКА за НАСА по-рано лаборатория „Спейслаб“, която също така изввършвала полети в товарния отсек на совалката.
Модулът 'Спейсхеб" представлява алуминиев цилиндър. Разположен е в товарния отсек на совалката и е свързан чрез преходен тунел с кабината на совалката. По време на полета вратите на товарния отсек на совалката са отворени. Създадени са четири модификации на модула „Спейсхеб“: товарен единичен модул (Logistics Single Module, LSM), изследователски единичен модул (Research Single Module, RSM), товарен двоен модул (Logistics Double Module, LDM) и изследователски двоен модул (Research Double Module, RDM). Двойните модули са съставени от два единични модула. Модулът „Спейсхеб“ е херметичен и оборудван със системи за поддържане на живота, за това по време на космическите полети в него могат да работят астронавти.
Повечето от товарите, превозвани в модула са в мека опаковка (торби), като раници с различни размери, които са закрепени от вътрешната страна на модула.
В товарния вариант на двойния модул „Спейсхеб“ в орбита могат да се доставят до 4536 килограма полезен товар.
Размерите на двойния модул „Спейсхеб“ са: дължина — 6,1 м, ширина — 4,27 м, височина — 3,4 м. Обем — 62,29 м3. Масата на натоварения модул при старта — 9070 килограма, празният модул тежи около 4536 кг.
Модулът „Спейсхеб“ се използва и като товарен модул за доставка на различни полезни товари в орбита, в това число и за екипажите на космическите станции „Мир“ и МКС, така и като изследователска лаборатория в орбита, в която астронавтите провеждат различни експерименти. Модулът се използва и за доставка на резултатите от експериментите на Земята.
Първоначално модулът „Спейсхеб“ е разработен за доставка в орбита на научно оборудване и провеждане на изследвания в космоса. Астронавтите използвали модула и като допълнително пространство за провеждане на различни изследвания. По времето, когато се намира в космоса, астронавтите преминават в модула „Спейсхеб“ през тунела, съединяващ модула с кабината на екипажа и провеждат там различни изследвания и експерименти.

## Мисии на „Спейсхеб“
| Мисия   | Дата                    | Совалка     | Цел                        | Елементи    |
| ------- | ----------------------- | ----------- | -------------------------- | ----------- |
| STS-57  | юни/юли 1993            | Индевър     | --                         | SM          |
| STS-60  | февруари 1994           | Дискавъри   | Wake Shield Facility (WSF) | SM          |
| STS-63  | февруари 1995           | „Дискавъри“ | среща с Мир                | SM          |
| STS-76  | март 1996               | Атлантис    | Скачване с „Мир“           | SM          |
| STS-77  | май 1996                | „Индевър“   | SPARTAN 207                | SM          |
| STS-79  | септември 1996          | „Атлантис“  | Скачване с „Мир“           | LDM         |
| STS-81  | януари 1997             | „Атлантис“  | Скачване с „Мир“           | LDM         |
| STS-84  | май 1997                | „Атлантис“  | Скачване с „Мир“           | LDM         |
| STS-86  | септември/октомври 1997 | „Атлантис“  | Скачване с „Мир“           | LDM         |
| STS-89  | януари 1998             | „Индевър“   | Скачване с „Мир“           | LDM         |
| STS-91  | юни 1998                | „Дискавъри“ | Скачване с „Мир“           | SM          |
| STS-95  | октомври/ноември 1998   | „Дискавъри“ | тест "HOST"                | SM          |
| STS-96  | май/юни 1999            | „Дискавъри“ | Скачване с МКС             | LDM + ICC   |
| STS-101 | Mai 2000                | „Атлантис“  | Скачване с „МКС“           | LDM + ICC   |
| STS-106 | септември 2000          | „Атлантис“  | Скачване с „МКС“           | LDM + ICC   |
| STS-102 | март 2001               | „Дискавъри“ | Скачване с „МКС“           | ICC + ESP-1 |
| STS-105 | август 2001             | „Дискавъри“ | Скачване с „МКС“           | ICC         |
| STS-107 | януари/февруари 2003    | Колумбия    | Изследвания                | RDM         |
| STS-114 | юли/август 2005         | „Дискавъри“ | Скачване с „МКС“           | ESP-2       |
| STS-121 | юли 2006                | „Дискавъри“ | Скачване с „МКС“           | ICC         |
| STS-116 | декември 2006           | „Дискавъри“ | Скачване с „МКС“           | LSM + ICC   |
| STS-118 | август 2007             | „Индевър“   | Скачване с „МКС“           | LSM + ESP-3 |

Legende:

ESP – Външна складова платформа (External Stowage Platform) 

ICC – Съоръжение за интегриране на товарите (Integrated Cargo Carrier) 

LDM – Двоен товарен модул (Logistics Double Module) 

LSM – Единичен товарен модул (Logistics Single Module)

SM – Единичен изследователски модул (Single Module) 

RDM – Двоен изследователски модул (Research Double Module)